# 秘密投票

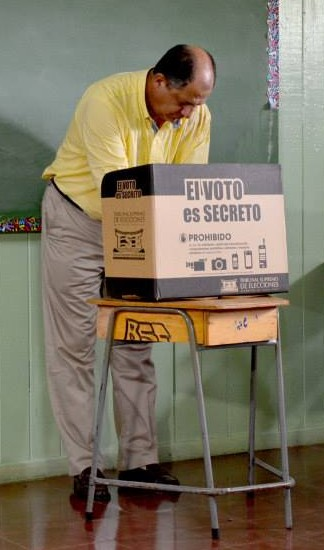
コスタリカの秘密投票

秘密投票（ひみつとうひょう）とは、投票方式の一つで各人の投票内容を明らかにすることなく秘される制度である。対義語は公開投票。

## 趣旨
秘密投票は、秘密主義をとる場合の投票方式である。これに対し公開主義は公明正大に各人がその責任を明らかにするという趣旨に基づく。例えば、議会での議案の採決は議員がいかなる投票をしたか明らかにするため公開を原則とする。
しかし、議員の選挙など特に人事に関する投票では投票の秘密が保たれなければ、私交の上に影響したり、選挙人が自由意志で投票することが出来なくなる。さらに公開主義だと、投票における買収などの不正行為において、その証拠立てに利用されるおそれがある。投票の秘密が保障されない場合、投票先指図などの脅迫・強要、開票結果による報復、または買収・贈賄につながりかねず、正当な選挙が望めなくなる。秘密投票は投票内容の非公開が保証される投票方法で、この方法を採用した選挙のことを秘密選挙という。

## 歴史
フランス革命の最中の1795年に成立した共和暦3年憲法本文第31条には「すべての選挙は秘密投票で行われる」と記載された。フランス第二共和政の1848年憲法第24条にも同様の規定がある。イギリスでは1867年の第2回選挙法改正の後、1872年秘密投票法で採用された。同年8月、ポンテフラクト選挙区の補欠選挙でイギリスにおける最初の秘密投票が行われ、自由党のヒュー・チルダースが再選された。オーストラリアで初めてこの方法を採用したのは1858年2月7日のタスマニア州だった。
日本では当初は議員の選挙にも記名捺印を要する公開主義が採られていた。しかし、1900年（明治33年）に選挙法は改正され1902年の第7回衆議院議員総選挙以降一貫して採用されている。1947年に施行された日本国憲法の第15条では「投票の秘密」が保障され、さらに公職選挙法46条で「無記名の投票」、同52条で「投票の秘密保持」が保障されている。同226～228条には罰則も規定されている。同68条6項の投票用紙に対する他事記入禁止規定も投票の秘密を保持するためのものである。
また、日本では労働組合役員や協同組合役員を選出する組合員による選挙は秘密投票によると法律で規定されている。
なお、国会の議長選挙・副議長選挙でも秘密選挙で行われる。また、国会の常任委員長選挙・事務総長選挙・仮議長選挙でも議長に選任を委任しない場合は秘密選挙で行われる。

## 秘密投票の具体化

### 他事記載の禁止
自書式投票の秘密投票では候補者の氏名（比例選挙の場合は政党名）以外の他事記載をした票を無効票としている。賛成か反対かを記載する自書式の住民投票でも他事記載は一般的に禁止される。投票用紙への他事記載の禁止は投票の秘密主義に基づく。
何らかの特定の意味を持つおそれのある有意の他事記載が行われると、開票の際に誰によって投票されたものか投票者を峻別する目印にされるおそれがあるためである。
日本の公職選挙法の運用では候補者の氏名を記載する投票について「様」などの敬称を用いても他事記載とはならず有効とされている。しかし「様へ」や「先生へ」などは他事記載となり無効とされている。このほか「必勝」や「がんばれ」などの記載を加えた場合も他事記載となり無効とされている。文字ではない符号（記号やマーク、絵文字など）や落書きなどを書いた場合も無効となる。

### 投票所
投票所には投票の秘密を確保できるだけの設備がなければならない。

### 投票用紙
投票用紙は外部から透視されるおそれのない材質を備えたものでなければならない。

### 陳述義務の否定
選挙人が何人に投票したか陳述する義務はない。日本では公職選挙法52条で、何人も、選挙人の投票した被選挙人の氏名又は政党その他の政治団体の名称若しくは略称を陳述する義務はないと定められている。

## 秘密投票の形骸化
1991年以前のソビエト連邦をはじめとする東側諸国でも、憲法上は選挙における投票の秘密が保護されなければならないという規定が存在していた。しかし、実際には秘密が守られない状態であった。
例えば、東ドイツの人民議会選挙では、予め政党や諸団体ごとの議席数が決められた立候補者の統一リストを信任する場合は受け取った投票用紙をそのまま投票箱に入れればよいが、不信任とする場合は部屋の隅にある記入台まで行って投票用紙に記入しなければならない、というような投票方式がとられたため、実際には誰が反対票を投じたのかすぐに分かるようになっていた。このため、当局の報復を恐れた有権者によって常に99%以上の信任票が投ぜられていた（西側諸国であればこのような制度は明らかに違憲となるが、東側では違憲審査制が実質的に機能していなかった）。
現在でも朝鮮民主主義人民共和国ではこの制度が健在であり、投票所において秘密警察、治安警察、憲兵の各当局によりすべての有権者の投票過程を徹底的に監視している。反対票を投じることは事実上の反党・反体制行為とみなされ、厳しい拷問に耐えて生き残った者も以後最低二世代に渡って出身成分が低く抑えられ、最悪の場合は一族郎党全員が強制収容所に送られたケースもある。また、北朝鮮では開票においても賛成票のみを有効な投票とし、万が一反対票があったとしてもすべて無効とされている。それ故に選挙結果は「投票率100%（ないしはそれに極めて近い数字）、賛成率100%」と報道される。
日本においても最高裁判所裁判官国民審査の投票用紙には罷免を可とする際にのみ記入することになっているため、投票箱に別の投票用紙が入らないようにする措置として衆議院の投票用紙と国民審査の投票用紙が別々に渡されていたことも多かった1958年の第4回までの時代は、国民審査の投票用紙が交付された後に記載所に向ったかどうかで、その人の投票行動が第三者にほぼ把握されかねないという同様の問題が発生していた（審査対象裁判官が複数人いる場合は誰に記入したかまでは不明だったが、特に第3回は審査対象裁判官が1人だったため、投票者の行動が自明となった）。そこで、1960年の第5回からは中央選管の方針として混同を避けるための2つの用紙の差別化を図った上で衆議院の投票用紙と国民審査の投票用紙を同時に渡す方針を示すようになった。1996年の第17回以降は比例代表の票と同時に渡すこととされている。しかし、一部の自治体では依然として比例代表の票と別々に渡す運用がおこなわれていることが確認されており、投票の秘密が守られていない現状がある。なお、日本国憲法下の衆議院総選挙で衆議院総選挙が無投票当選となったために衆議院総選挙の投票用紙が配られなかった上で最高裁裁判官国民審査のみが行われた例はない。